# Зарічний міський округ
Зарі́чний міський округ (рос. Заречный городской округ) — адміністративна одиниця Свердловської області Російської Федерації.
Адміністративний центр — місто Зарічний.

## Населення
Населення міського округу становить 31182 особи (2018; 29765 у 2010, 30569 у 2002).

## Склад
До складу міського округу входять 5 населених пунктів:
| Населений пункт    | Населення, осіб (2002) | Населення, осіб (2010) |
| ------------------ | ---------------------- | ---------------------- |
| Боярка, присілок   | 131                    | 222                    |
| Гагарка, присілок  | 332                    | 391                    |
| Зарічний, місто    | 27914                  | 26820                  |
| Курманка, присілок | 881                    | 875                    |
| Мезенське, село    | 1311                   | 1457                   |